# Дружное (Амурская область)
Дру́жное — село в Мазановском районе Амурской области России. Входит в состав Романкауцкого сельсовета.

## География
Село Дружное стоит на левом притоке реки Каменушка (бассейн Зеи).
Дорога к селу Дружное идёт на юго-восток от административного центра Романкауцкого сельсовета села Раздольное через Романкауцы, расстояние — 8 км.
Село Дружное расположено к юго-востоку от районного центра Мазановского района села Новокиевский Увал, расстояние по автодороге — 28 км (через Раздольное и Романкауцы).

## Население
| 2002 | 2010 | 2012 | 2013 | 2014 | 2015 | 2016 |
| ---- | ---- | ---- | ---- | ---- | ---- | ---- |
| 65   | ↘31  | →31  | ↘30  | ↘29  | ↘28  | ↘23  |
| 2017 | 2018 |      |      |      |      |      |
| ↘21  | →21  |      |      |      |      |      |

## Улицы
- ул. Молодёжная,
- ул. Новая,
- ул. Орловой,
- ул. Цветочная.